# Fills Monkey

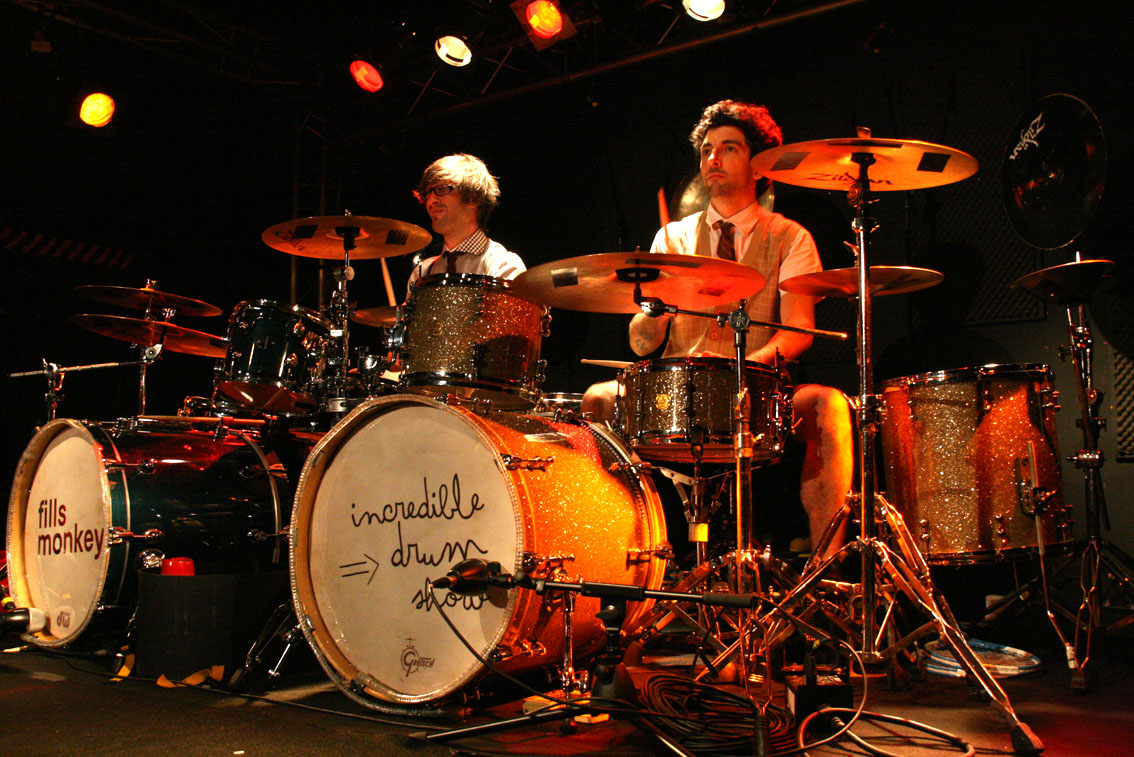
Les Fills Monkey in ihrem Spektakel “The Incredible Drum Show” am 4. November 2011, links Sébastian Rambaud, rechts Yann Coste

Fills Monkey sind ein humoristisches französisches Schlagzeug-Duo, das aus Yann Coste und Sébastian Rambaud besteht. Ihre Show besteht aus Schlagzeugstücken angereichert mit Comedy, Artistik, Jonglage, Clownerie und Pantomime. Ihre Choreographie ist sehr komplex und präzise.
Beide Schlagzeuger hatten früher für französische Rockbands gespielt, Yann Coste für No One Is Innocent und Sébastian Rambaud für JMPZ. Coste spielte auch für die französische Sängerin Anaïs Croze. Die beiden trafen sich 2005, als die für einen Hersteller von Bronze-Becken dessen Produkte durch Vorführung bewerben sollten. Die beiden verstanden sich gut und entdeckten ihre gemeinsame Liebe zur Clownerie. Sie entwickelten in den folgenden fünf Jahren ihre The Incredible drum show mit der sie bis heute durch Frankreich aber auch gelegentlich nach Belgien, Kanada, Marokko oder der Volksrepublik China touren.
Produziert werden sie von Claude François junior und seiner Firma Flèche productions.

## Einzelnachweis
1. ↑  Les chroniques de Mandor, 19 avril 2012: Fills Monkey : interview pour leur spectacle "Incredible Drum Show"